# Parça Xələc
Parça Xələc è un comune dell'Azerbaigian situato nel distretto di Salyan. Conta una popolazione di 1 440 abitanti.